# Думбрава (Уніря, Алба)
Думбрава (рум. Dumbrava) — село у повіті Алба в Румунії. Входить до складу комуни Уніря.
Село розташоване на відстані 286 км на північний захід від Бухареста, 42 км на північ від Алба-Юлії, 40 км на південь від Клуж-Напоки.

## Населення
За даними перепису населення 2002 року у селі проживали 363 особи, з них 361 особа (99,4%) румунів. Рідною мовою 361 особа (99,4%) назвала румунську.